# Giro di Calabria 1998
Il Giro di Calabria 1998, ottava ed ultima edizione della corsa, si svolse dal 24 al 26 febbraio 1998 su un percorso totale di 545,4 km, ripartiti su 3 tappe. La vittoria fu appannaggio dell'italiano Rodolfo Massi, che completò il percorso in 14h11'39", precedendo i connazionali Michele Bartoli e Eddy Mazzoleni.

## Tappe
| Tappa  | Data        | Percorso                          | km    | Vincitore di tappa | Leader cl. generale |
| ------ | ----------- | --------------------------------- | ----- | ------------------ | ------------------- |
| 1ª     | 24 febbraio | Palmi > Fuscaldo                  | ?     | Endrio Leoni       | Endrio Leoni        |
| 2ª     | 25 febbraio | Amantea > Chiaravalle Centrale    | ?     | Rodolfo Massi      | Rodolfo Massi       |
| 3ª     | 26 febbraio | Chiaravalle Centrale > Taurianova | ?     | Michele Bartoli    | Rodolfo Massi       |
| Totale | Totale      | Totale                            | 545,4 |                    |                     |

## Dettagli delle tappe

### 1ª tappa
- 24 febbraio: Palmi > Fuscaldo – ? km

Risultati
| Pos. | Corridore      | Squadra | Tempo    |
| ---- | -------------- | ------- | -------- |
| 1    | Endrio Leoni   | Ballan  | 4h47'46" |
| 2    | Dario Frigo    | Saeco   | s.t.     |
| 3    | Eddy Mazzoleni | Saeco   | s.t.     |

| Pos. | Corridore    | Squadra | Tempo |
| ---- | ------------ | ------- | ----- |
| 1    | Endrio Leoni | Ballan  | ?     |

### 2ª tappa
- 25 febbraio: Amantea > Chiaravalle Centrale – ? km

Risultati
| Pos. | Corridore           | Squadra      | Tempo    |
| ---- | ------------------- | ------------ | -------- |
| 1    | Rodolfo Massi       | Casino-Ag2r  | 4h51'56" |
| 2    | Michele Bartoli     | Asics-C.G.A. | a 22"    |
| 3    | Oleksandr Hončenkov | Ballan       | s.t.     |

| Pos. | Corridore     | Squadra     | Tempo |
| ---- | ------------- | ----------- | ----- |
| 1    | Rodolfo Massi | Casino-Ag2r | ?     |

### 3ª tappa
- 26 febbraio: Chiaravalle Centrale > Taurianova – ? km

Risultati
| Pos. | Corridore           | Squadra        | Tempo    |
| ---- | ------------------- | -------------- | -------- |
| 1    | Michele Bartoli     | Asics-C.G.A.   | 4h32'07" |
| 2    | Filippo Casagrande  | Scrigno-Gaerne | s.t.     |
| 3    | Aleksandr Vinokurov | Casino-Ag2r    | s.t.     |

## Classifiche finali

### Classifica generale
| Pos. | Corridore           | Squadra             | Tempo     |
| ---- | ------------------- | ------------------- | --------- |
| 1    | Rodolfo Massi       | Casino-Ag2r         | 14h11'39" |
| 2    | Michele Bartoli     | Asics-C.G.A.        | ?         |
| 3    | Eddy Mazzoleni      | Saeco-Cannondale    | ?         |
| 4    | Mirko Celestino     | Team Polti          | ?         |
| 5    | Alberto Elli        | Casino-Ag2r         | ?         |
| 6    | Dario Frigo         | Saeco-Cannondale    | ?         |
| 7    | Aleksandr Vinokurov | Casino-Ag2r         | ?         |
| 8    | Roberto Pistore     | Riso Scotti-Vinavil | ?         |
| 9    | Filippo Casagrande  | Scrigno-Gaerne      | ?         |
| 10   | Michele Coppolillo  | Asics-C.G.A.        | ?         |